# Cimetière de la Trinité d'Oriol

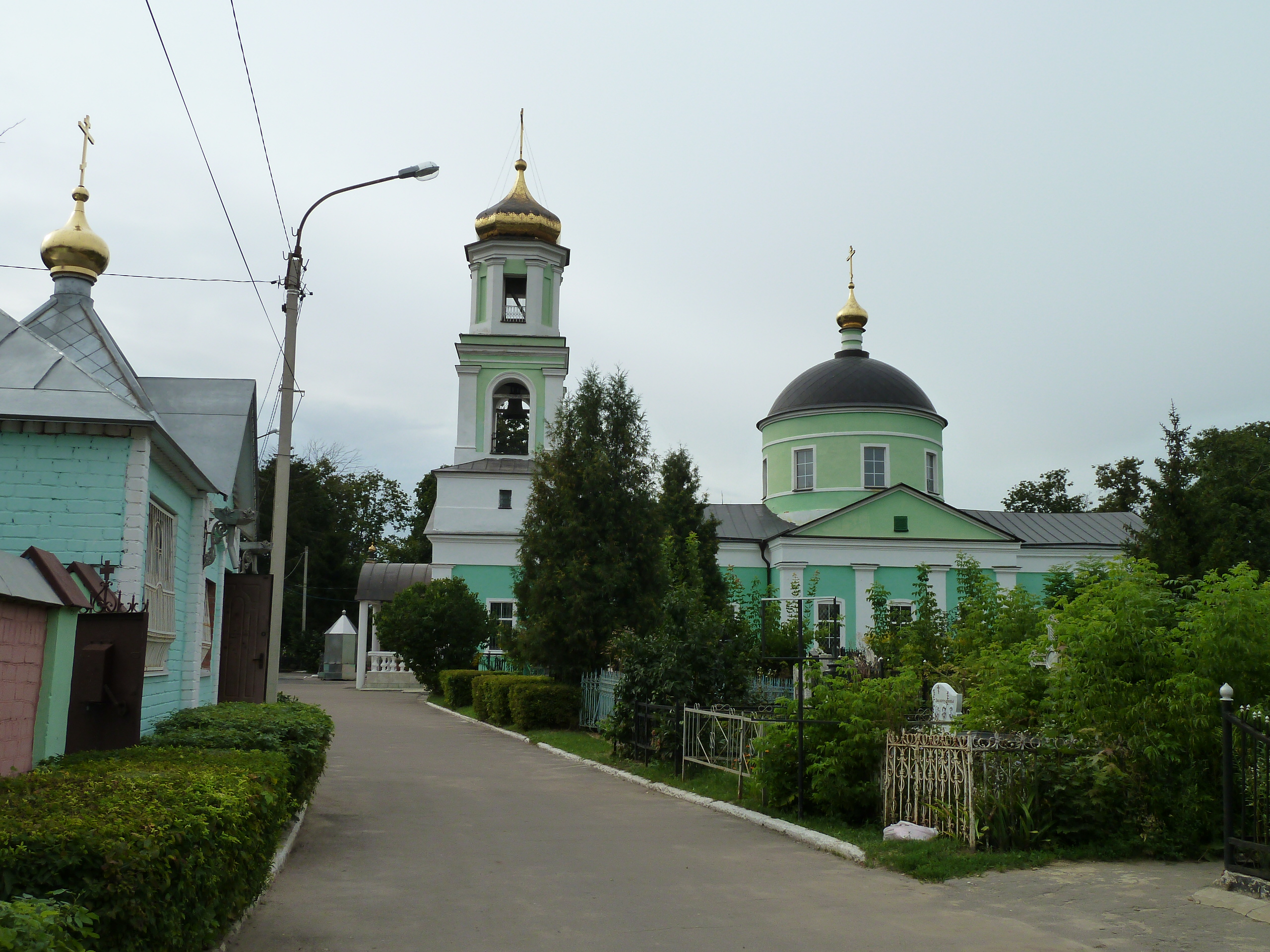
Église de la Sainte-Trinité.

Le cimetière de la Trinité (Тро́ицкое кладбище) est l'un des cimetières les plus anciens de la ville d'Oriol, en Russie européenne. Il a été ouvert en 1778 au nord de la ville près du chemin de Naougorsk, et il est desservi par l'église de la Sainte-Trinité érigée en 1828, de style néoclassique, agrandie en 1865-1867, fermée en 1930 et rouverte en 1979.

## Histoire et description
Au début, on y enterre surtout les défunts de la noblesse locale, comme le général Alexeï Petrovitch Ermolov (1777-1861) héros de la guerre de 1812, les habitants des slobodas de Podmonastyrskaïa, Novotroïtskaïa et Soldatskaïa, ainsi que des villages de Soukhaïa Orlitsa, Kostomarovka, Nekrassovka, Telguino, Jilina, Kichkinka, Nikoulitchi. En outre, on y inhume les morts des institutions charitables de la ville.
À l'époque soviétique, on y enterre des personnalités connues d'Oriol et de la région, dans le domaine de la culture, de l'art, du parti communiste ou du gouvernement local. 
Dans la partie Ouest du cimetière se trouve le carré militaire où reposent les dépouilles de soldats transférés en 1954 de l'ancien cimetière des combattants de la révolution près de l'ancienne cathédrale Saint-Pierre-et-Saint-Paul. Le carré militaire comprend les tombes des soldats soviétiques tombés pendant la Grande Guerre patriotique et pour la libération d'Oriol en 1943, ainsi que des résistants, puis des militaires morts plus tard, ainsi qu'un monument pour des soldats morts en Afghanistan entre 1980 et 1986. 

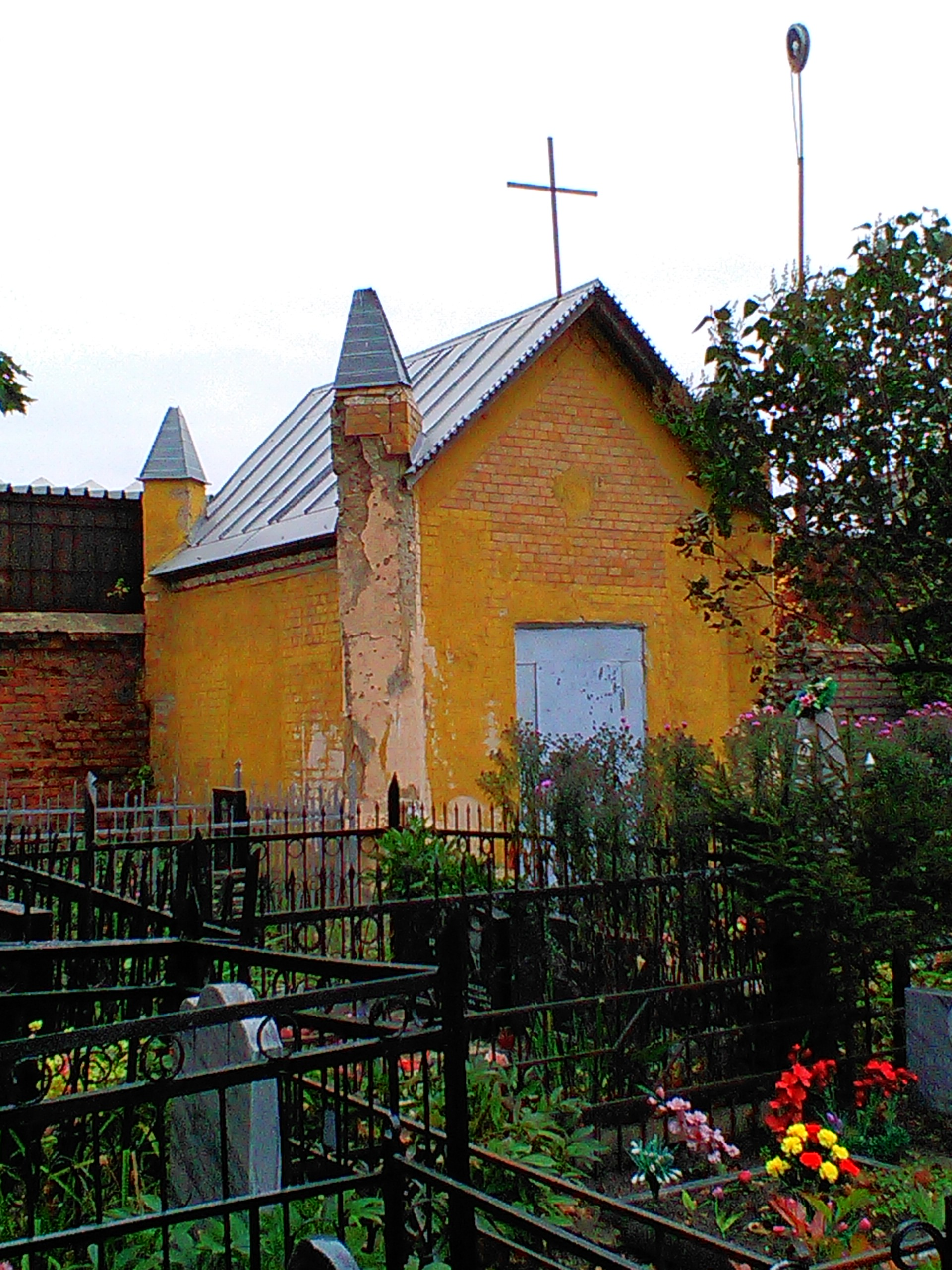
La chapelle luthérienne.

Le cimetière comprend dans sa partie Nord une partie réservée aux luthériens (descendants d'Allemands, de Germano-Baltes, etc.) avec une toute petite chapelle luthérienne construite dans les années 1860, et rendue au culte en 1994 et qui sert depuis de lieu de culte aux luthériens des environs, leur église ayant été détruite au début des années 1930. Il y a aussi une partie réservée autrefois aux descendants de Polonais, Allemands ou Lituaniens catholiques. 
Le cimetière est fermé aux nouvelles inhumations en 2009. 

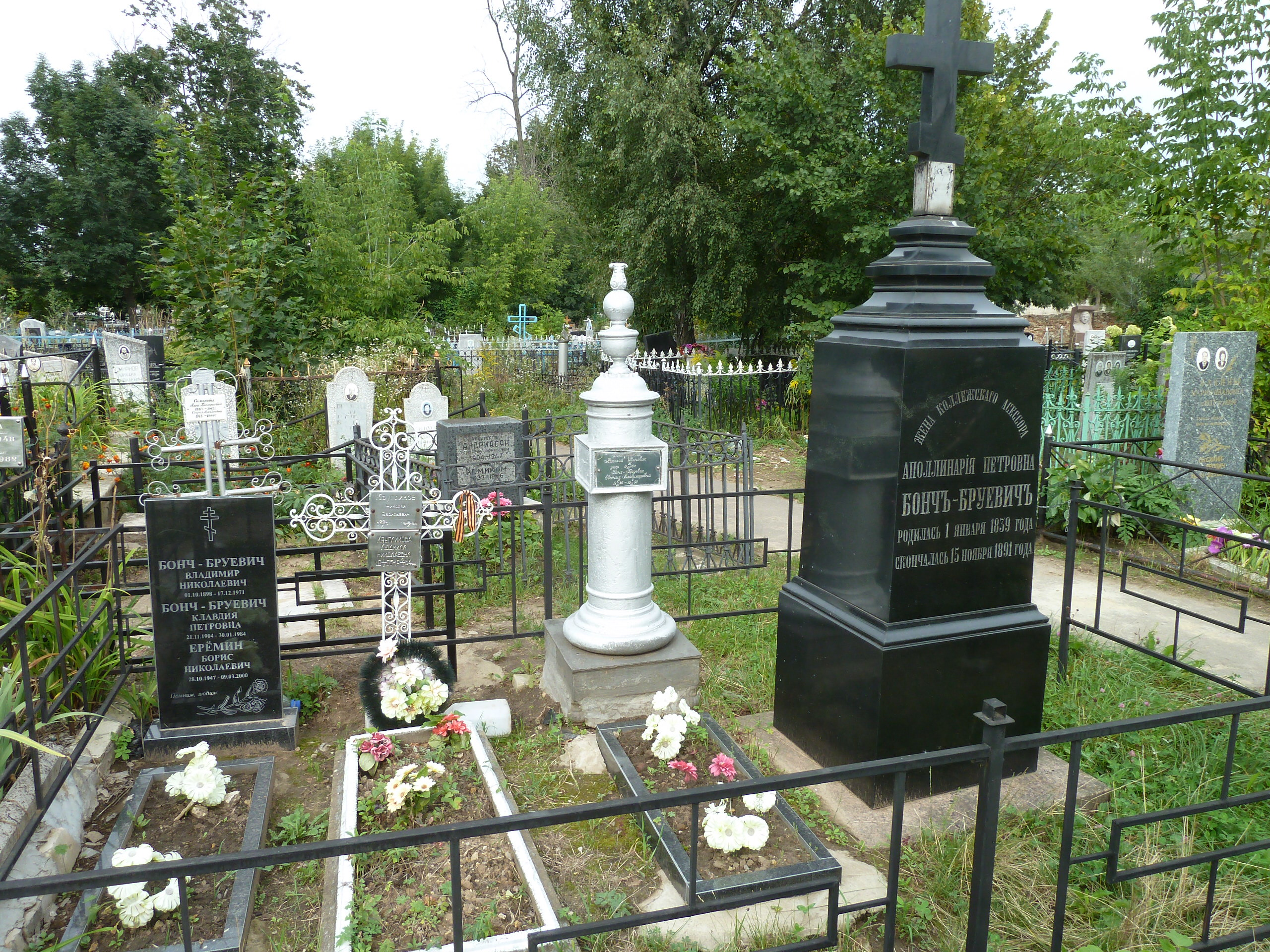
Sépulture de la famille Bontch-Brouïevitch
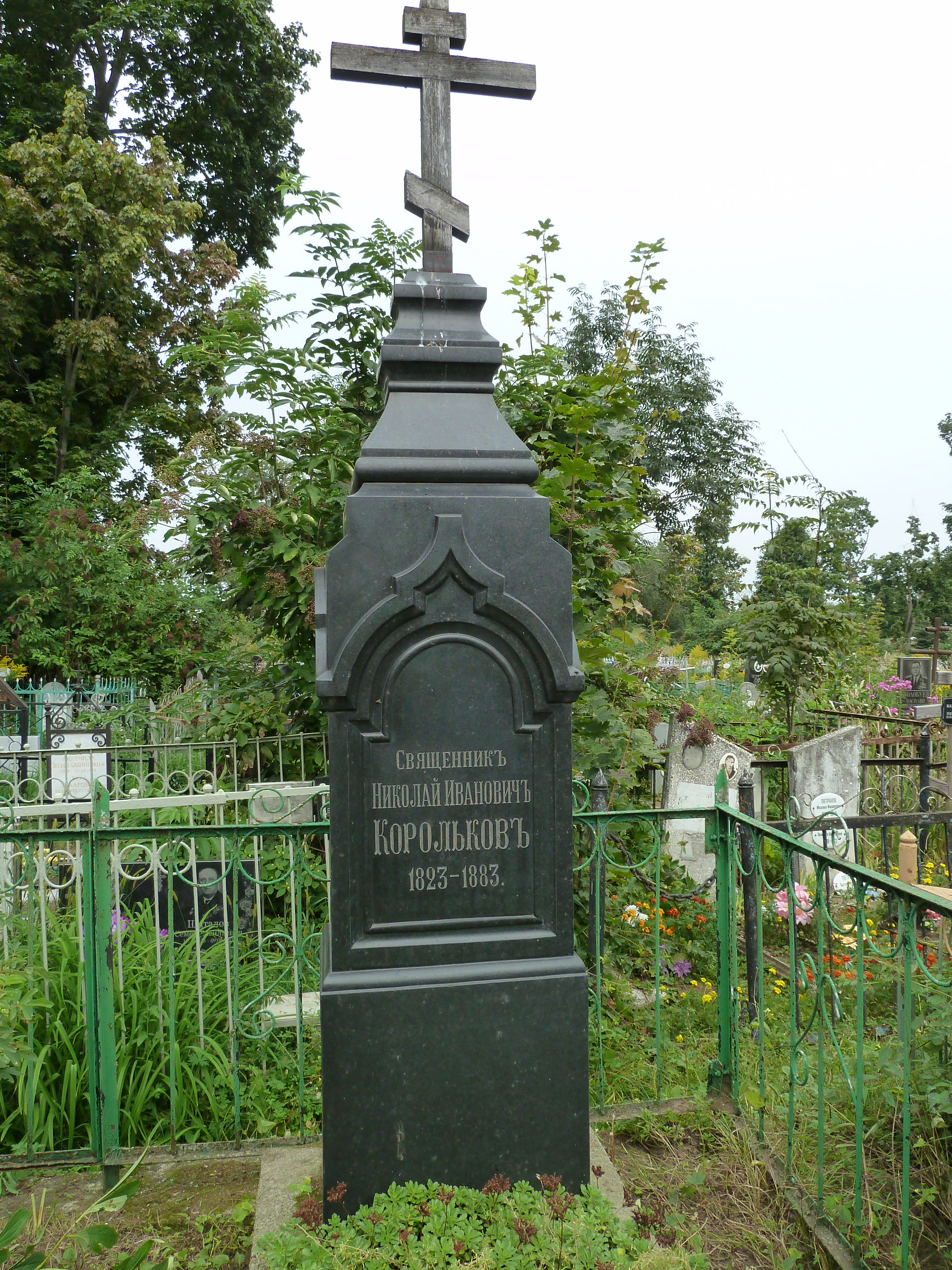
Tombe du prêtre Nikolaï Korolkov (1823-1883)
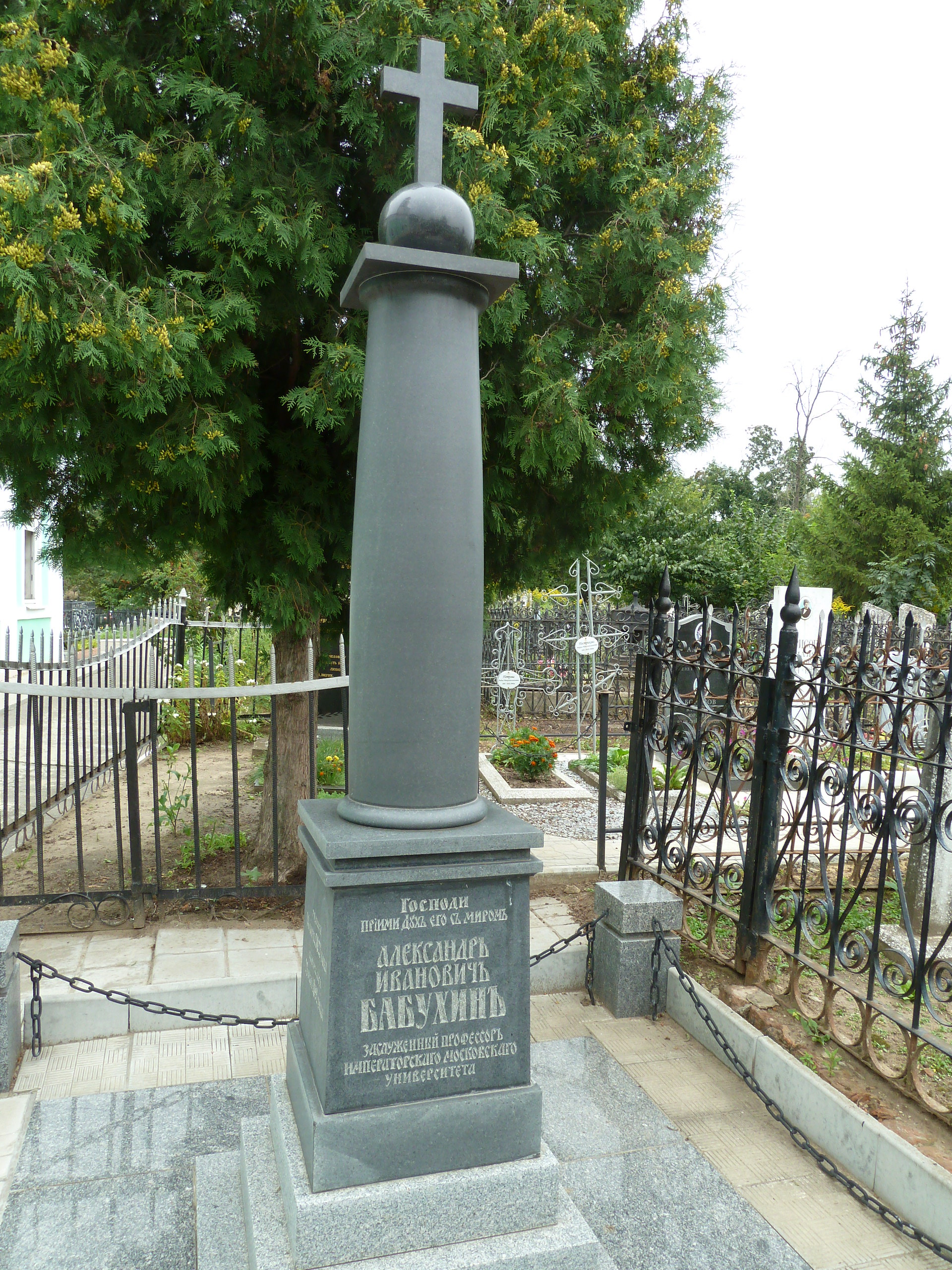
Sépulture d'Alexandre Ivanovitch Baboukhine, fondateur de l'école d'histologie de Moscou
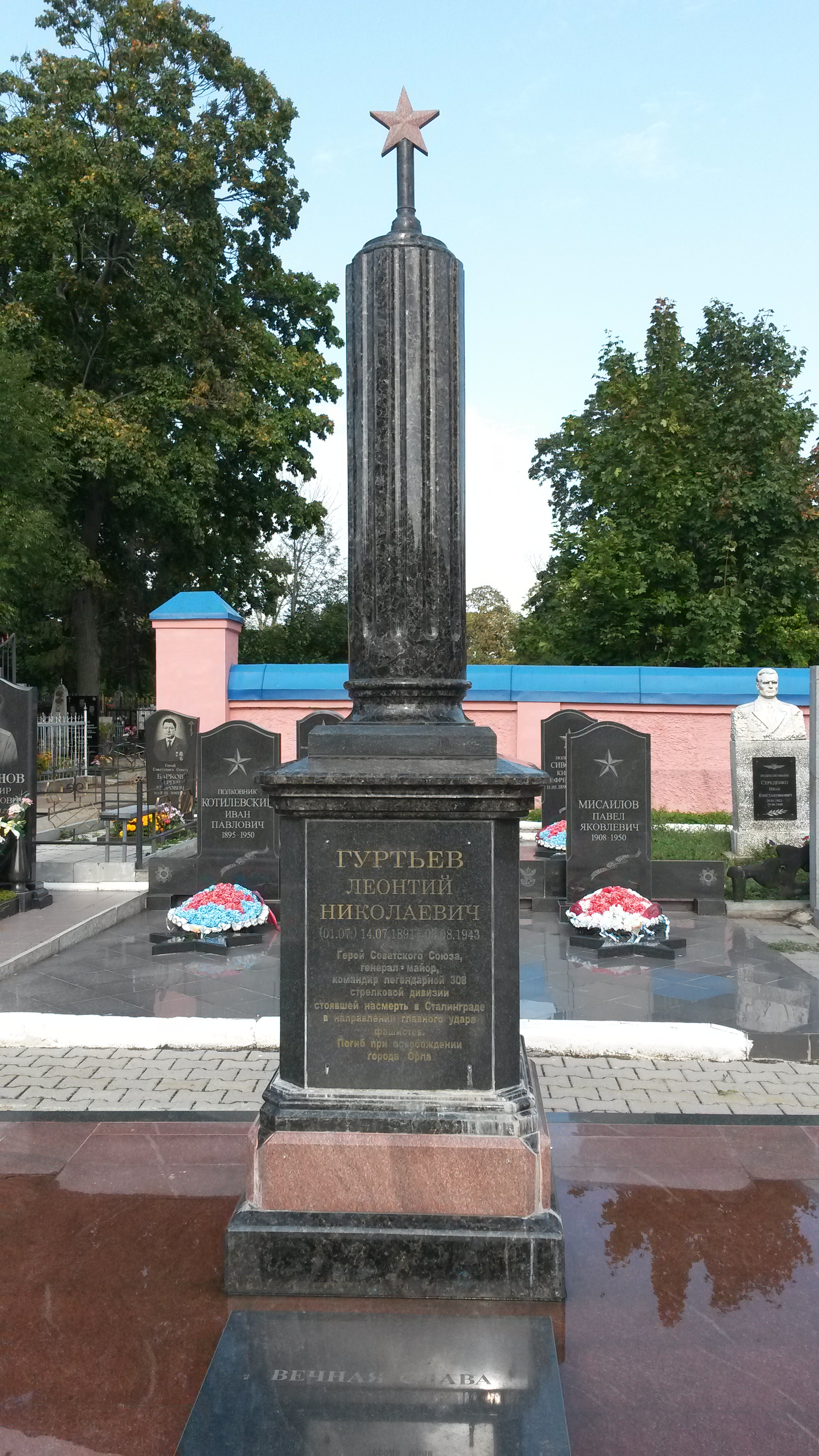
Tombe du général Gourtiev (1892-1943) dans le carré militaire